# 组屋

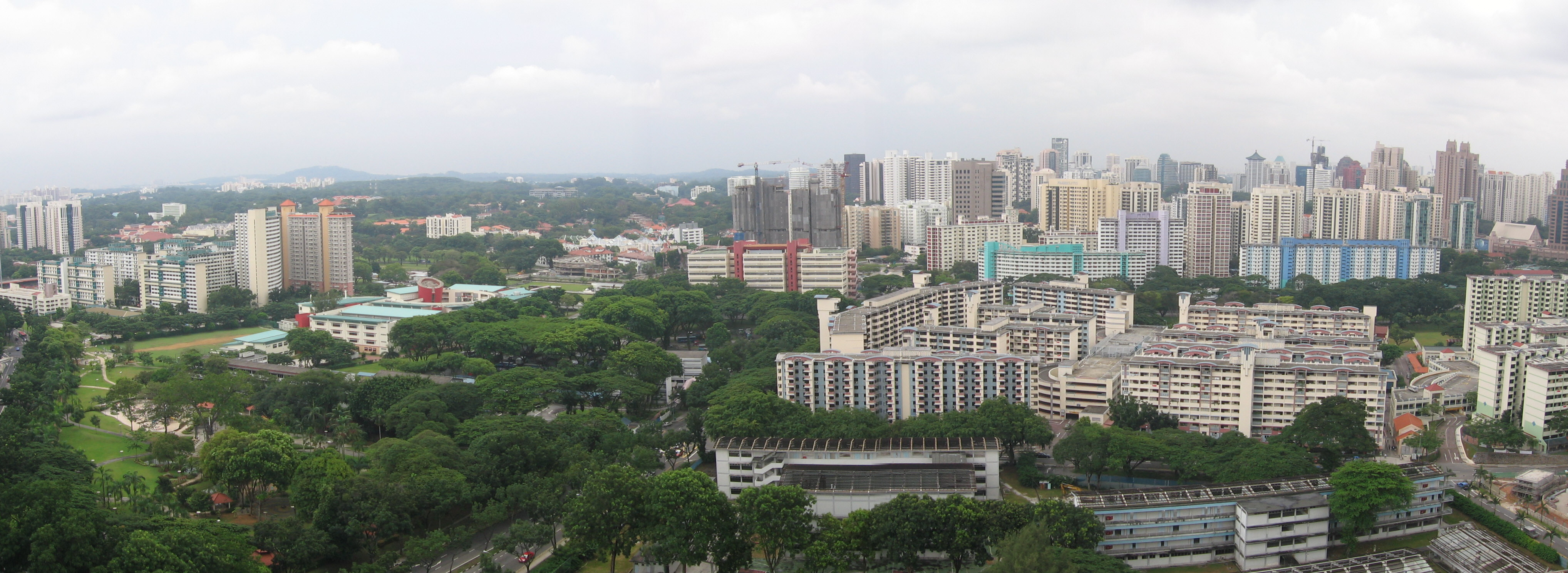
位於新加坡河水山及红山的组屋区

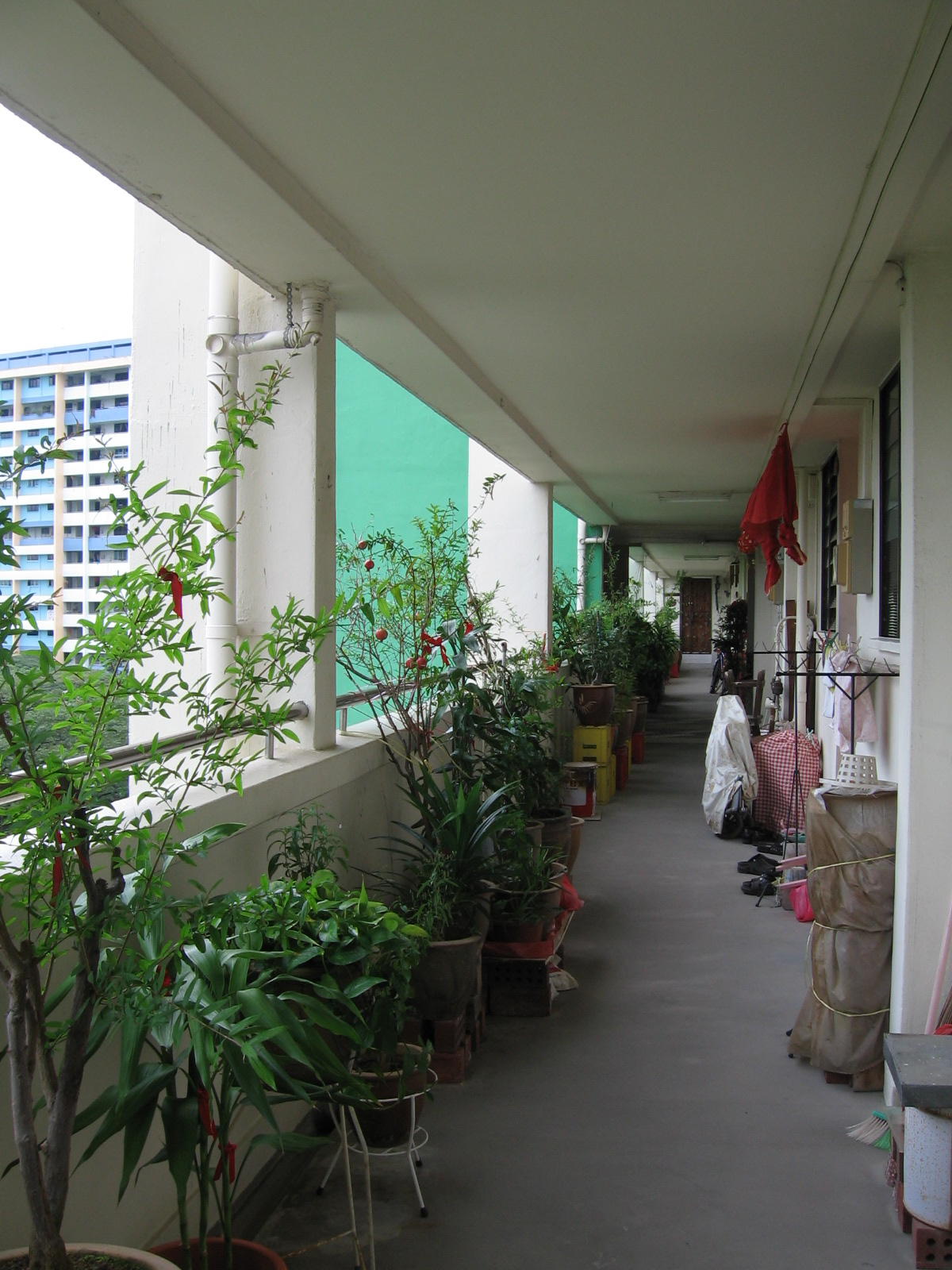
許多组屋都是住戶共用一條長廊

组屋（Flat）、俗稱政府厝（白話字：Chèng Hú Chhù），是新加坡和馬來西亞的公共房屋。
在新加坡，建屋发展局承建的組屋为大部分（约达九成以上）新加坡人的住所。
馬來西亞的組屋大部分分布在大城市，如吉隆坡、槟城、新山等，大部分為二房式，多提供給中下階層及貧窮家庭居住。近年来，馬來西亞的組屋逐漸被拆除，数量大为減少，政府興建人民組屋用以代替組屋。人民組屋与組屋的不同點是人民組屋的住戶不擁有房子的擁有權，房子擁有權是政府，政府以租借的方式給予那些在「零木屋計畫」下，被迫搬走的家庭居住。住戶每個月必須繳交房租給政府。

## 歷史

### 馬來西亞

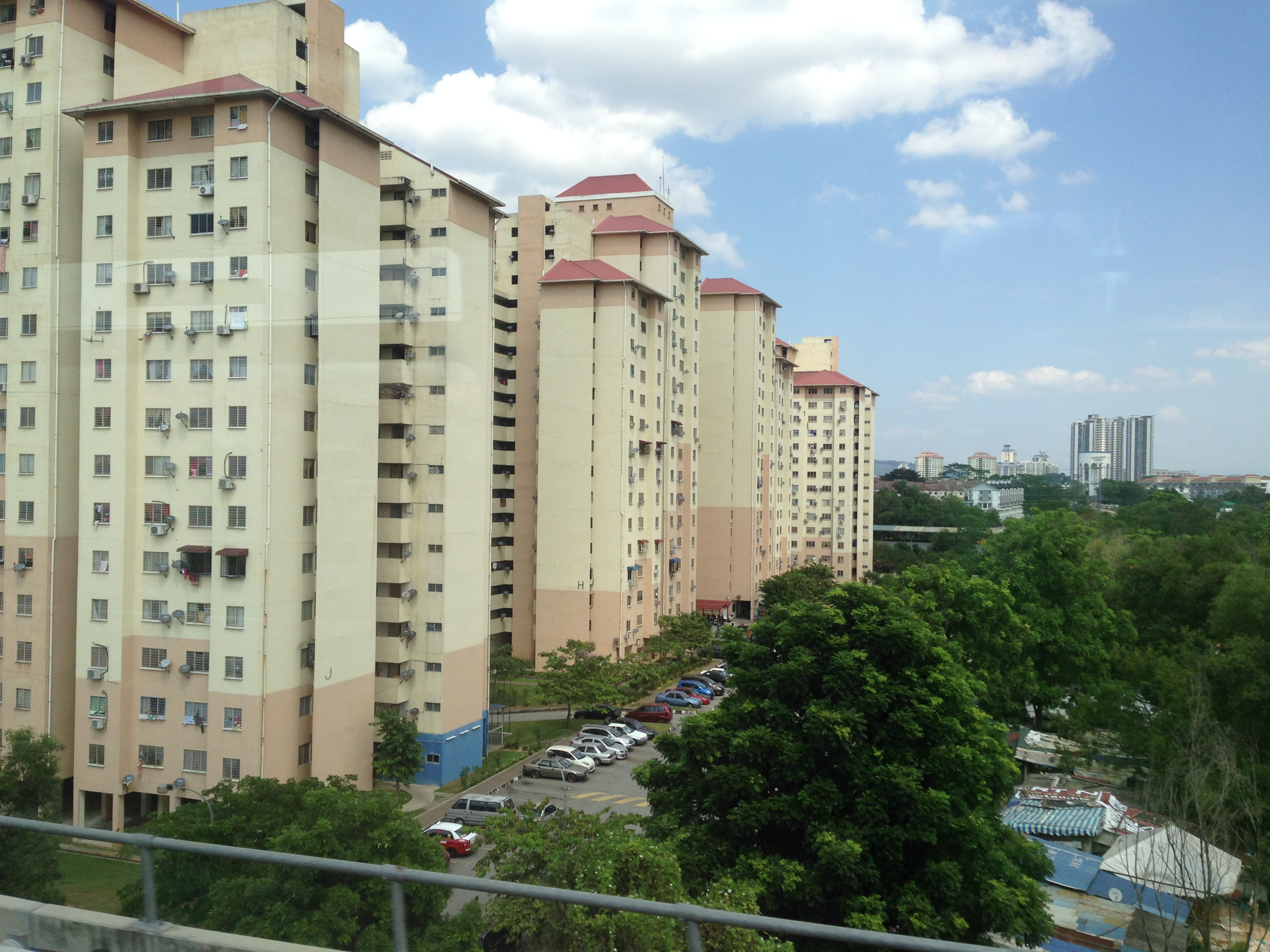
位於吉隆坡市郊武吉加里爾的人民組屋

馬來西亞在獨立初期的20世紀50年代末至60年代間，為了讓中下階級及貧窮人士能有住所，於是政府在各個城鎮，如吉隆坡、八打靈再也、檳城、新山、怡保、巴生、馬六甲等之市中心開始新建高樓層的組屋，如吉隆坡市中心在這段期間就出現了蘇萊曼組屋（英語：Sulaiman Courts，建於1957年，樓高11層，共有295個單位，於1986年因市中心Sogo百貨的建設而被拆除）、東故阿都拉曼組屋（英語：Pekeliling Flats，俗稱“17樓”，建於1964至1967年間，在2006至2014年，3棟組屋建築被拆除）、拉薩組屋（英語：Razak Mansion，1968年完工，15座四層式組屋共有600個單位）、斯里雪兰莪组屋（英語：Sri Selangor Flats，由于落在辛炳路，因此也常称为辛炳组屋（San Peng Flats），1972年竣工，共有6棟建築、每棟16層高）等組屋群。不過在80年代末至90年代，馬來西亞政府已開始逐漸減少興建組屋。1996年提出，以取代獨立初期所推行的組屋計畫，人民組屋與組屋的不同點是人民組屋的住戶不擁有房子的擁有權，房子擁有權是政府，政府以租借的方式給予那些都市更新計畫下，被迫遷移的家庭居住，住戶每月必須繳交房租給政府，在計畫推行初期，亦有部分係採用低廉的售價販售給人民。人民組屋計畫於1998年開始在實現。

### 新加坡
第二次世界大戰後不久後，新加坡獲授予自治。其住房短缺問題，在戰前就已經存在。但由於低利率以及戰爭的損害，進一步加劇了居住方面的問題。
1947年，英國房屋委員會的報告指出：「新加坡有『一個世界上最糟糕的貧民窟，是文明社會的恥辱』」。新加坡平均每人建築密度在1947年高達18.2，高層建築則頗為罕見。
1959年，住房短缺的問題仍然相當嚴重。在一份建屋發展局文件中提到，預估在1966年，30萬人口將居住在棚戶區，25萬住在郊區或是市中心骯髒破旧的店屋裡。
1959年，人民行動黨認識到住房問題需要急切關注，在其競選活動中，承諾在勝選後將提供廉價房屋予窮人。當其贏得選舉，並組成新民選政府後，即立刻採取行動，以便解決住房短缺問題。新加坡政府隨後通過建屋發展法令，於1960年取代原有的新加坡改良信託局。
建屋局的政策在很大程度上是建立在由新加坡政府列出的一致宣言，政策目標是促進社會的凝聚力和愛國主義。1968年，允許新加坡公民使用他們的養老保險基金中央公積金購買自己的家園，新加坡政府並租房給他們入籍該國的人士，作為進入新加坡境內工作的回報。

## 新加坡组屋的細節

### 戶型
- 一房式：客厅、饭厅和卧室为一体的组屋，现在大部分已经被拆除，俗称“一房半厅”。
- 二房式：一个客厅、一间卧室，部分為貧窮家庭申請政府住房臨時住所
- 三房式：一个客厅、两个卧室，是现在修建的最小单位。
- 四房式：一个客厅、三个卧室。
- 五房式：一个客厅、一个饭厅、三个卧室的组屋。
- 六房式：一个客厅、一个饭厅、四个卧室的组屋。1990年代修建的也叫“公寓式”。
- 双层公寓式：双层组屋单位，一般下层为客厅、饭厅、厨房和储藏室，上层为卧室。

### 设计
组屋的设计风格通常相当简朴，与香港的公共屋邨相似，有铁闸、大门。唯一不同的是，地下不设大門、管理员，保安远比香港宽松。

### 规例
建屋发展局的规例只允许符合一定条件的新加坡公民购买新组屋，而永久居民则只可以在二手转卖市场上购入通常更加昂贵却陈旧的转售组屋。在组屋购入后，一般上必须住满五年后才可转卖。建屋发展局规定一个完整的家庭只能同时拥有一套政府组屋。对单身人士购买组屋，建屋发展局也设有颇多限制。此外，在饲养宠物方面组屋也对住户有严格要求，如不能养猫以及大部分品种的狗等。

## 伸延閱讀
- Cheong, Koon Hean. . Heng, Chye Kiang  (编). . World Scientific. 2016: 101–125. ISBN 978-981-4656-48-1. OCLC 1010606530.
- Cho, Im Sik; Nasution, Ivan; Lee, Jihye; Mascarenhas, Nina. . Journal of Architectural and Planning Research. 2017, 34 (4): 320–335  [2022-03-30]. JSTOR 44987240. （原始内容存档于2022-04-05）.
- Chua, Beng-Huat. . Journal of Architectural and Planning Research. 1991, 8 (4): 343–354  [2022-03-30]. JSTOR 43029053. （原始内容存档于2021-10-21）.
- Fraser, James M. . The Town Planning Review (Liverpool University Press). April 1952, 23 (1): 5–25. JSTOR 40102143. doi:10.3828/tpr.23.1.v7327214j63750w3.
- Goh, Robbie B.H. . Urban Studies. August 2001, 38 (9): 1589–1604  [2022-03-30]. JSTOR 43196729. S2CID 143688718. doi:10.1080/00420980120076821. （原始内容存档于2022-04-05）.
- Hassan, Riaz. . Southeast Asian Journal of Sociology. 1969, 2: 23–26  [2022-03-30]. JSTOR 43822132. （原始内容存档于2022-03-06）.
- Hee, Limin; Ooi, Giok Lin. . Planning Perspectives. January 2003, 18 (1): 79–103. doi:10.1080/0266543032000047413.
- Jensen, Rolf. . The Town Planning Review. July 1967, 38 (2): 115–131  [2022-03-30]. JSTOR 40102546. （原始内容存档于2021-05-08）.
- Kuah, Adrian T.H. . ETropic: Electronic Journal of Studies in the Tropics. 2018, 17 (1): 41–59. doi:10.25120/etropic.17.1.2018.3641.
- Lim, William Siew Wai. . Ekistics. July–August 1984, 51 (307): 319–327  [2022-03-30]. JSTOR 43621881. （原始内容存档于2022-04-05）.
- Liu, Thai Ker. . Ekistics. July 1974, 38 (224): 42–46  [2022-03-30]. JSTOR 43618343. （原始内容存档于2021-10-23）.
- Loh, Kah Seng. . Aljunied, Syed Muhd Khairudin; Heng, Derek  (编). . Amsterdam University Press. 2009: 89–108  [2022-03-30]. ISBN 978-90-485-0821-1. JSTOR j.ctt45kf1j.9. OCLC 1006078523. （原始内容存档于2021-06-03）.
- Loh, Kah Seng. . Sojourn: Journal of Social Issues in Southeast Asia. April 2007, 22 (1): 1–29  [2022-03-30]. JSTOR 41308084. doi:10.1355/SJ22-1A. （原始内容存档于2022-03-04）.
- Ooi, Giok Ling. . Ekistics. 1992, 59 (354/355): 170–179  [2022-03-30]. JSTOR 43622246. （原始内容存档于2022-03-04）.
- Phang, Sock Yong. . Singapore Economic Review. August 2015, 60 (3): 1–25  [2022-03-30]. ISSN 0217-5908. doi:10.1142/S0217590815500368. （原始内容存档于2021-10-25）.
- Phang, Sock Yong. . Groves, Richard; Murie, Alan; Watson, Christopher  (编). . Ashgate Publishing. 2007: 15–44. ISBN 9780754644408. OCLC 1291944332.
- Phang, S.-Y.; Helble, M. . Tokyo: Asian Development Bank Institute. 2016  [2022-03-30]. （原始内容存档于2022-07-07）.
- Sugarman, M. W. .  (PhD论文). 2018. doi:10.17863/CAM.24186.
- Teo, Siew Eng; Kong, Lily. . Urban Studies. March 1997, 34 (3): 441–452  [2022-03-30]. JSTOR 43083375. S2CID 154318656. doi:10.1080/0042098976069. （原始内容存档于2022-04-05）.
- Yuen, Belinda. . Cityscapes. 2009, 11 (1): 3–18  [2022-03-30]. JSTOR 20868687. （原始内容存档于2021-10-16）.

## 外部連結
- 新加坡建屋发展局 （页面存档备份，存于）（英文）
- 新加坡住房类型 （页面存档备份，存于）（中文）

Template:新加坡企業